# Alter Ego (canción)
«Alter Ego» —en español: 'El otro yo'— es una canción compuesta por Thomas G:son y el grupo Minus One, e interpretada en inglés por Minus One. Fue elegida para representar a Chipre en el Festival de la Canción de Eurovisión de 2016 mediante una elección interna.

## Festival de Eurovisión

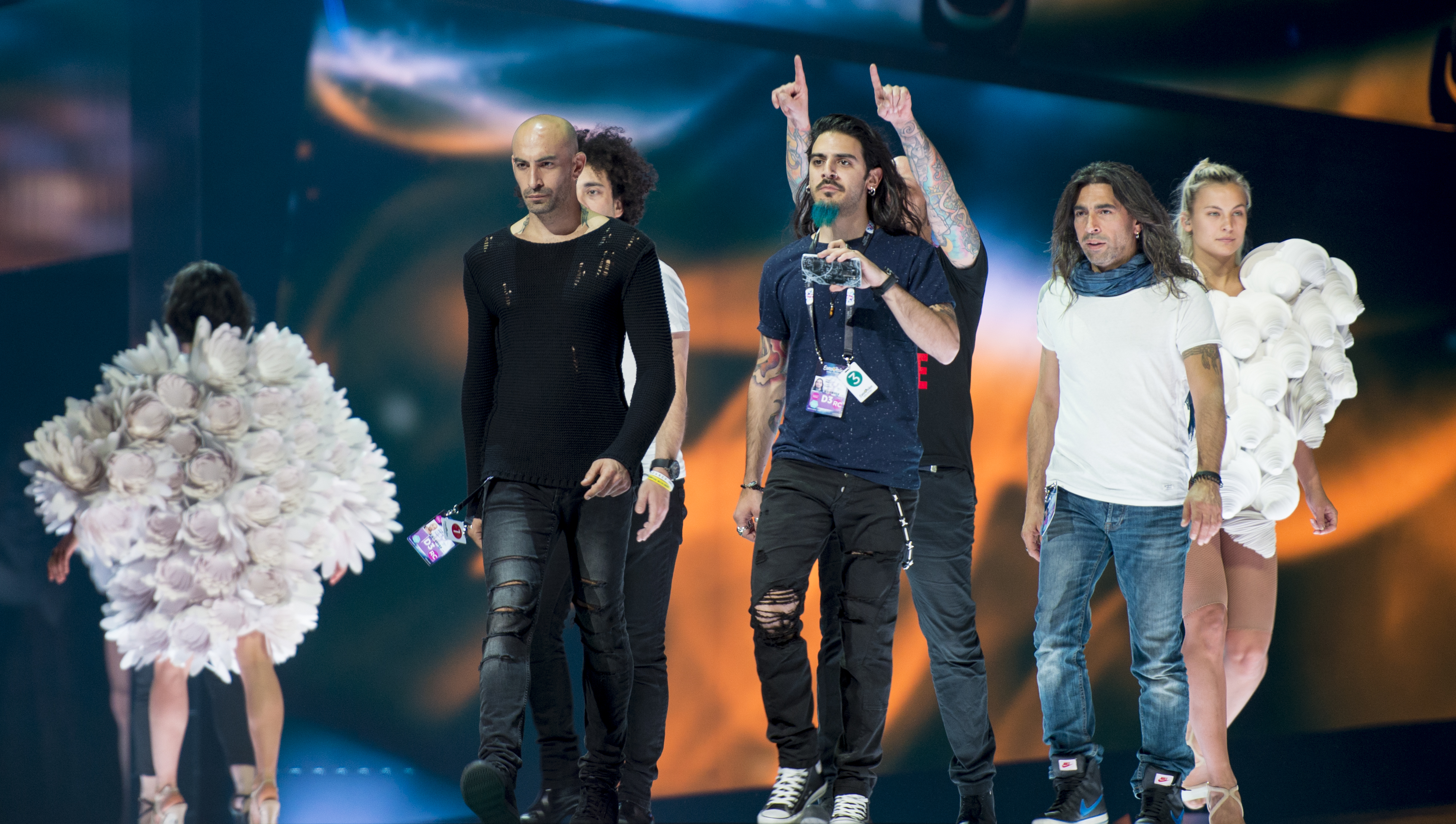
El grupo Minus One en la apertura del Festival de la Canción de Eurovisión 2016.

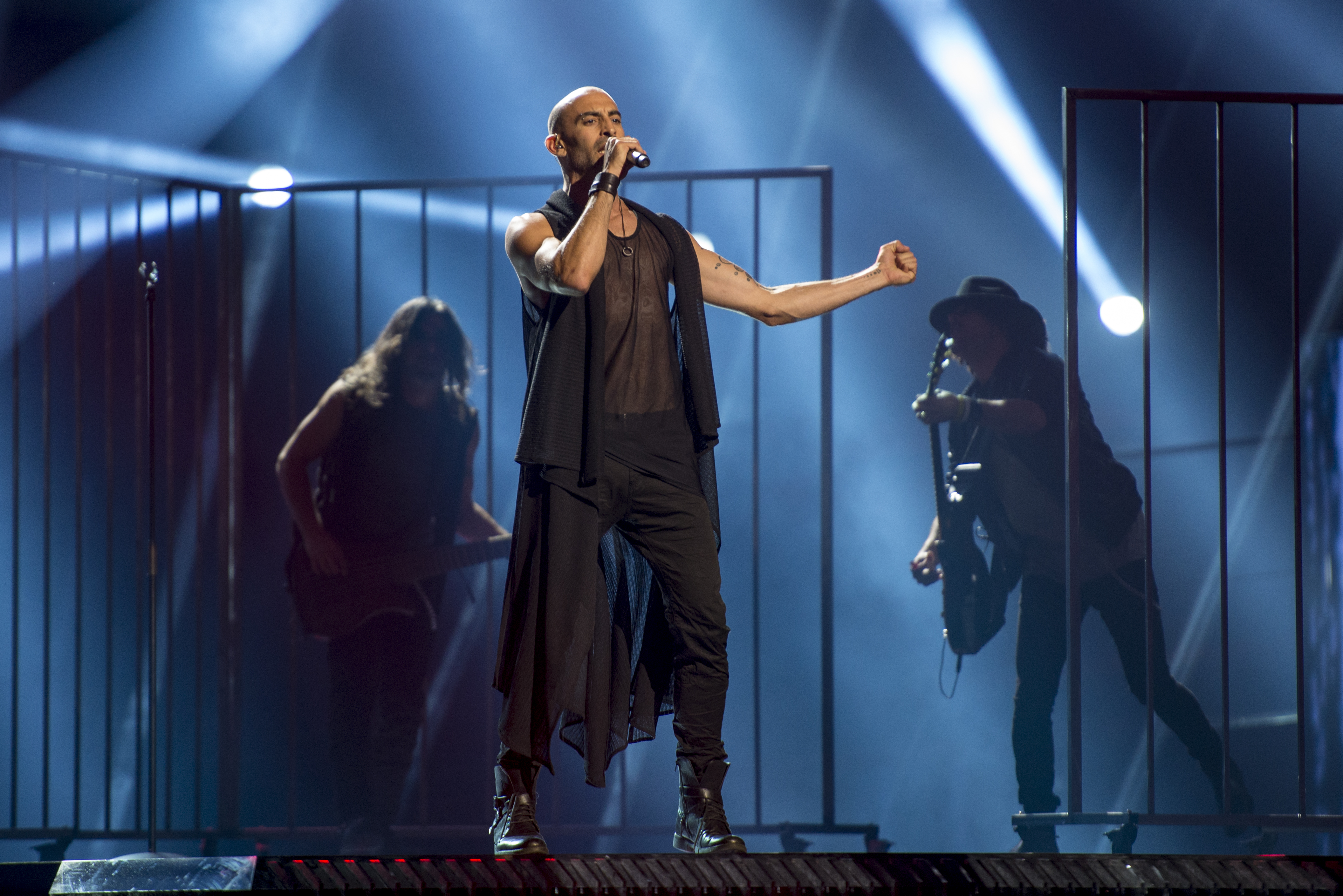
Francois Micheletto, vocalista del grupo Minus One, durante el Festival de la Canción de Eurovisión 2016.

### Elección interna
El 4 de noviembre de 2015, la CyBC anunció que habían elegido internamente a la banda Minus One para representar a Chipre en el Festival de la Canción de Eurovisión de 2016 en Estocolmo. Este grupo ya había intentado representar a Chipre en la edición de 2015, quedando terceros en la final nacional Eurovision Song Project con la canción «Shine». Con el fin de crear su canción del festival, la banda colaboró con el compositor sueco Thomas G:son, que ha escrito varias canciones de Eurovisión para muchos países, incluyendo la canción ganadora del Festival de la Canción de Eurovisión 2012, «Euphoria».
Minus One grabó la canción en enero de 2016 en los estudios Nordic Sound Lab en Skara, Suecia, junto a Thomas G:son y Thomas Plec Johansson. La canción, «Alter Ego», se presentó al público el 22 de febrero de 2016 durante las noticias de CyBC. El vídeo de previsualización de la canción, dirigido por Emilios Avraam, se lanzó el mismo día.

### Festival de la Canción de Eurovisión 2016
Esta canción fue la representación chipriota en el Festival de la Canción de Eurovisión 2016.
El 25 de diciembre de 2016, se organizó un sorteo de asignación en el que se colocaba a cada país en una de las dos semifinales, además de decidir en qué mitad del certamen actuarían.
Así, la canción fue interpretada en undécimo lugar durante la primera semifinal, celebrada el 10 de mayo de ese año, precedida por República Checa con Gabriela Gunčíková interpretando «I stand» y seguida por Austria con Zoë interpretando «Loin d'ici». Durante la emisión del certamen, la canción fue anunciada entre los diez temas elegidos para pasar a la final, y por lo tanto cualificó para competir en ésta. La canción había quedado en octavo puesto de 18 con 164 puntos.
Días más tarde, durante la final celebrada el 19 de mayo de 2016, la canción fue interpretada en 14º lugar, precedida por Australia con Dami Im interpretando «Sound of silence» y seguida por Serbia con Sanja Vučić interpretando «Goodbye (Shelter)». Finalmente, la canción quedó en 21...eɽ puesto con 96 puntos.